# اسکندرکول

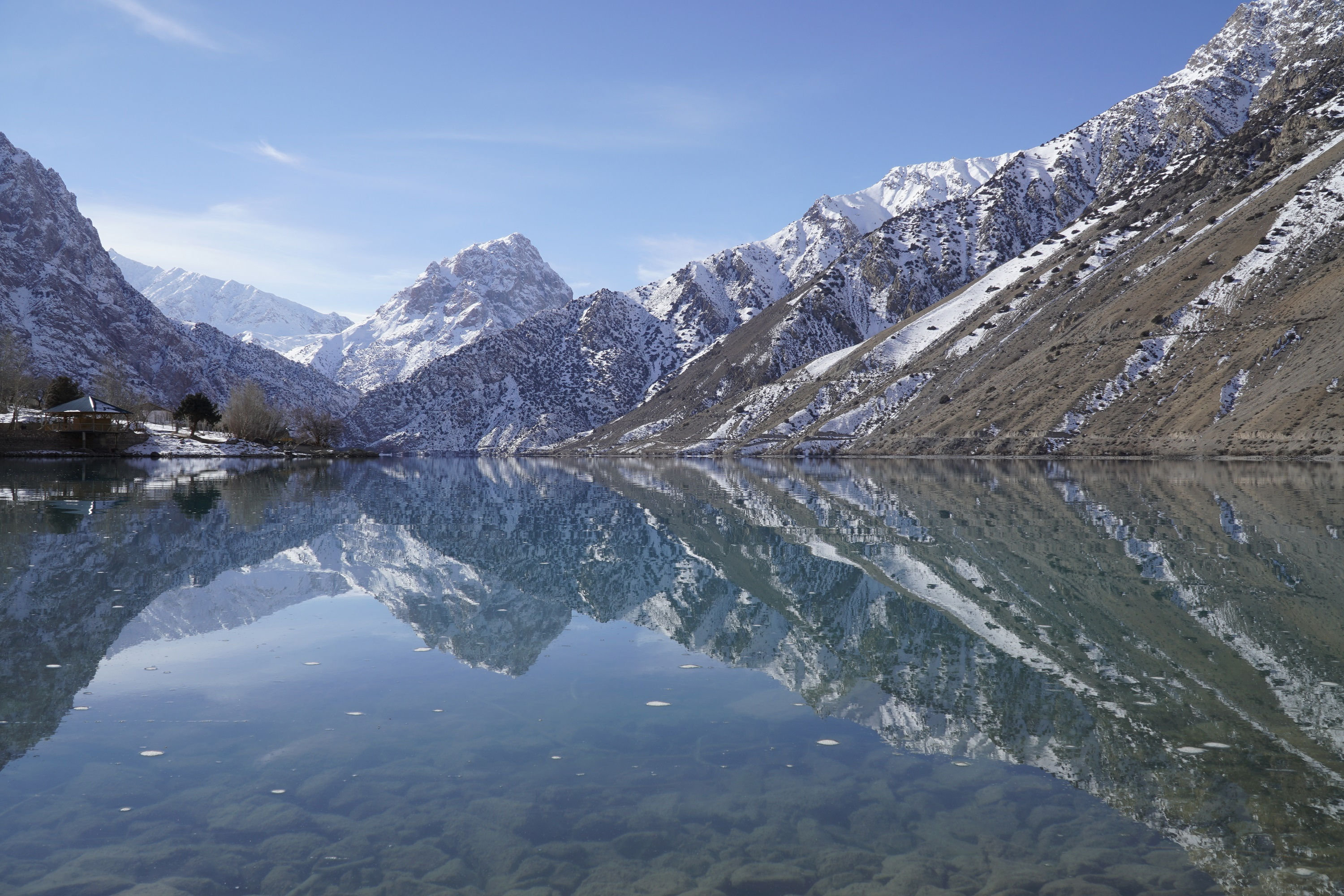
اسکندرکول در زمستان

اسکندرکول یا کول اسکندر نام دریاچه‌ای است در شمال باختری کشور تاجیکستان. این دریاچه در منطقهٔ موسوم به کوهستان فان، که منطقه‌ای گردشگری است واقع شده‌است. این کوهستان در رشته‌کوه حصار قرار گرفته و بخشی از استان سغد تاجیکستان است.
فاصلهٔ دریاچه اسکندرکول از شهر دوشنبه پایتخت تاجیکستان تقریباً ۱۳۰ کیلومتر است. این دریاچه با دو و نیم کیلومتر درازا و یک کیلومتر پهنا و حدود ۷۲ متر ژرفا دیدنی‌ترین دریاچه‌های این کوهستان به‌شمار می‌آید.
تنوع درخت و بوته‌های پیرامون اسکندرکول از مهم‌ترین انگیزه‌های سفر گردشگران به این منطقه است. خرگوش، روباه، گرگ، خرس سیاه، بز کوهی، پلنگ و پرندگانی چون بوقلمون کوهی، کبک، لاشخور و بلدرچین از جانوران این منطقه هستند.

## پیدایش
دانشمندان بر این باورند که اسکندرکول چندین هزار سال پیش بر اثر زمین‌لغزه در ارتفاع ۲٬۲۵۵ متری پدید آمده است. به باور آن‌ها فروریختن کوه و بند آمدن رودخانه سرتاغ باعث پدید آمدن این دریاچه شده است.
رودهای سریمه و سرتاغ و هزارمیخ از شمال و غرب و جنوب به دریاچه سرازیر می‌شوند و تنها از شرق دریاچه، رود موسوم به «اسکندردریا» به بیرون می‌ریزد. آبشار بزرگی هم در طول این رود قرار دارد. در کرانه‌های بریده‌بریده و در فراز کناره‌های دریاچه خط‌های سیاهی به چشم می‌خورد که باید خط آبگیر دریاچه در روزگار کهن باشد. بلندترین و کهن‌ترین این خط‌ها ۱۱۷ متر از سطح کنونی آب دریاچه ارتفاع دارد.
اسکندرکول تنها دریاچهٔ کوهستان فان نیست. در این حوزه حدود سی دریاچه در دوره‌های مختلف پدید آمده‌اند. 